# Robert Caël
Robert Caël (né le 3 octobre 1930 à Avricourt (Moselle), mort le 27 juillet 2011 à Cerville (Meurthe-et-Moselle) est un peintre français.

## Biographie
Robert Caël est un peintre reconnu et récompensé par de multiples prix : diplôme de l'art libre à Paris en 1956, prix des moins de trente ans à Nancy en 1958, médaille du Conseil Général des Vosges en 1967, prix Galilée de l'Académie Stanislas de Nancy en 1975.
Les musées de la ville de Paris et de Saint-Dié des Vosges, des Beaux-arts de Nancy, ainsi que des collectionneurs privés ont acquis quelques-unes de ses œuvres.
Admirateur du peintre Paul Cézanne, il a été influencé par l'impressionnisme avant de glisser progressivement vers l'abstraction lyrique où, multipliant les supports, matériaux et techniques, il a su valoriser les compositions de ses œuvres par la couleur et la lumière.